# ブリリアントブラックBN
ブリリアントブラックBN (Brilliant Black BN) は、黒色の合成ジアゾ染料である。水に可溶である。通常、四ナトリウム塩として用いられ、細かい粉末か顆粒状である。カルシウム塩やカリウム塩もある。
食品添加物として用いられる時のE番号は、E151である。デザート、スイーツ、アイスクリーム、マスタード、赤色のジャム、ソフトドリンク、乳飲料、魚肉練り製品、ランプフィッシュのキャビアやその他の食品に用いられる。
特にアスピリン不耐症の患者に、アレルギーや不耐症の症状が出る。またヒスタミンを放出させ、気管支喘息の症状を悪化させる。
この物質は、注意欠陥・多動性障害の子供には、摂取が薦められない着色料の1つである。アメリカ合衆国、ベルギー、デンマーク、フランス、ドイツ、スウェーデン、オーストリア、スイス、日本、フィンランドでは使用が禁止されているが、EUでは承認されている。ノルウェーでは2001年まで禁止されていたが、他国との貿易のために解禁された。